# Serra da Gardunha
A Serra da Gardunha é uma serra de Portugal Continental, com 20 km de comprimento, 10 km de largura e 1227 metros de altitude. Situa-se na na antiga província da Beira Baixa, nos concelhos de Fundão e de Castelo Branco, na região do Centro (Região das Beiras), não tendo limites administrativos, pelo que abrange as freguesias de Alcaide, Alcongosta, Aldeia Nova do Cabo, Aldeia de Joanes, Alpedrinha, Castelo Novo, Donas, Fatela, Fundão, Souto da Casa, Soalheira, Vale de Prazeres, São Vicente da Beira e Louriçal do Campo.
A Serra da Gardunha é também conhecida por Gardunha (palavra árabe que significa "refúgio").
O evento de Trail Running Ultra Trilhos da Gardunha realizado no inicio do mês de maio, é uma das principais atracções desportivas da região, mobilizando centenas de participantes de todo o país e estrangeiro a percorrer os trilhos desta Serra. Este evento é composto por 4 percursos distintos, sendo 3 competitivos (Ultra trilhos 50k, Trilhos 25k e Mini-Trilhos 12k) e uma caminhada de 11k não competitiva. Este evento tem o seu epicentro em Louriçal do Campo, Castelo Branco.
Esta zona é a capital da produção de cereja em Portugal, com destaque para as freguesias de Alcongosta e Souto da Casa. Outras freguesias com elevada produção de cereja: Aldeia de Joanes, Aldeia Nova do Cabo, Alcaide, Alpedrinha, Castelo Novo, Fundão.
Há várias décadas atrás a produção dominante era a castanha, mas, nos anos de 1930, uma doença atacou a maioria dos soutos (conjuntos de castanheiros). Os incêndios agravaram essa destruição. Todavia, os reflorestamentos recentes não têm sido suficientes.
Na encosta sul, na Freguesia de São Vicente da Beira ainda existem alguns Soutos de Castanheiros, não tão extensos como outrora mas que ainda produzem um quantidade significativa de castanha. A produção florestal abrange o pinheiro bravo e mais recentemente o eucalipto. Existem duas explorações de água de nascente natural, em São Vicente da Beira com as Águas Fonte da Fraga e em Castelo Novo com as Águas do Alardo.
Existem numerosos miradouros naturais, de onde é possível observar a Cova da Beira e a Serra da Estrela, Covilhã e Belmonte (Norte) e planícies da zona de Castelo Branco, Penamacor e Idanha-a-Nova (Sul e Este).
Nos últimos anos, a Serra da Gardunha tem sido alvo de autênticos crimes ambientais e histórico-culturais, nomeadamente, a construção do IP2, da autoestrada A23 e de dois túneis (um de 1580 m e outro de 300 m), que a afetaram e violentaram gravemente, provocando inclusive a secagem de inúmeras nascentes de água.

## Atividades
- Geo Tour — Aldeias do Xisto — Rotas Míticas (Fundão), realiza-se no mês de fevereiro
- Ultra Trilhos da Gardunha (Louriçal do Campo), realiza-se no mês de outubro
- Festival do Grelo (Castelejo), realiza-se em Março.
- Gardunha Sacra, itinerário peregrinatório pelos lugares sagrados da Gardunha, realiza-se no primeiro fim de semana da Quaresma e faz parte da programação Quadragésima — Ciclo de tradições da Quaresma e Semana Santa do Concelho do Fundão.
- Festa da Cereja (Alcongosta), realiza-se por volta do segundo fim de semana de junho.
- Feira do Queijo (Soalheira), realiza-se no primeiro fim se semana de maio.
- Solstício — Festival da Natureza (São Fiel, Louriçal do Campo), realizou a sua única edição em junho de 2013.
- Festival de Musica Antiga de Castelo Novo, realiza-se na segunda quinzena de julho.
- Chocalhos — Festival dos caminhos da transumância (Alpedrinha), realiza-se no terceiro fim de semana de setembro.
- Míscaros — Festival do Cogumelo (Alcaide), realiza-se no segundo fim de semana de novembro.
- Rota das Levadas do Ocreza e da Gardunha (Louriçal do Campo), passeio pedestre interpretativo realizado anualmente pela Cantar de Cuco — Associação dos Amigos de Louriçal do Campo.
- Rota do Solstício da Gardunha, Passeio pedestre pela Serra da Gardunha com contemplação do nascer do sol, o trajecto tem inicio em Casal da Serra passando por Louriçal do Campo e Soalheira, realiza-se anualmente na última semana de junho.
- Gardunha Fest, organizado pela Histérico — Associação de Artes, consiste na exibição de curtas metragens sobre o tema "Serra da Gardunha paranormal", sendo aberto ao público, pretende-se dar a conhecer à comunidade novas formas de produção de cinema e novos rostos (https://www.facebook.com/gardunhafest/).
- Desportos aéreos, a Serra da Gardunha é também um bom local para a prática de voo livre (parapente), tendo como local de partida o marco geodésico da Cortiçada (estrada entre Fundão e Alpedrinha, na curva Portela da Gardunha). Altitude: 1 226 m; Desnível: 500 m; Orientação da descolagem: Este  um local de voo em térmica excelente, em condições anti ciclónicas e vento leste. Existe também uma rampa de asa delta no sitio do Castelo Velho, entre Louriçal do Campo e Castelo Novo.
- Piscinas, na zona da Gardunha existem duas piscinas, ambas são das mais antigas da região, uma fica na Quinta do Anjo da Guarda, na freguesia de Alpedrinha, e outra em São Fiel, freguesia de Louriçal do Campo.
- Campismo, Parque de Campismo Quinta do Convento no Fundão